# Batalla de Cornualla
La batalla de Cornualla formà part de la Guerra angloespanyola de 1585–1604

## Antecedents
Felip II d'Espanya en saber del Saqueig de Recife, de la captura de l'illa de Trinitat per Walter Raleigh i del saqueig de Caracas per George Somers i Amyas Preston es va enfuriar i com considerava que qualsevol atac s'havia de respondre com a represàlia.
Un exèrcit espanyol estava estacionat a finals del segle xvi a Blavet, a la Bretanya en suport d'Enric IV de França en la Guerra dels tres Enrics.

## Batalla
El 2 d'agost de 1595, una flota composta per les galeres espanyoles Capitana, Patrona, Peregrina, i Bazana al comandament de Carlos de Amésquita, que patrullava en aigües angleses, després d'intentar-ho uns dies abans a Saint Eval, van desembarcar a Mousehole, a la badia de Mount, a la península de Cornualles per aprovisionar-se amb uns dos-cents piquers i cremant la vila, on va morir la primera víctima de l'acció, Jenkin Keigwin, i van embarcar de nou.
Uns 400 soldats en total, incloent els 200 homes de les tres companyies d'arcabussers dels terços, van desembarcar a Newlyn, des d'on es va enviar una avançada d'uns 50 homes al turó que domina el poble, des d'on es van poder veure les escenes de confusió i la manca de preparació a Penzance. Coberts pel foc de les armes de foc a bord de les galeres, els espanyols avançaren al llarg de la costa cap a la ciutat, que cremaren, mentre les tropes locals, encapçalades per Francis Godolphin, que comptava amb una dotzena d'homes i dues armes de foc, es van retirar a correcuita al voltant de la badia 2 milles cap a l'est, fins al poble de Marazion, amb la intenció de defensar la calçada que porta a Saint Michael's Mount, i va enviar ràpidament una correu a cavall a Francis Drake, qui estava organitzant a Plymouth una flota amb destinació a les Índies Occidentals.
Els espanyols, que havien celebrat una tradicional missa catòlica a terra anglesa, van embarcar de nou i van desembarcar tots els presoners.

## Conseqüències
El tercer dia de la batuda, en vista de la flota de Francis Drake, Carlos de Amésquita va embarcar els canons del fort de Penzance, es va retirar en direcció a Port-Louis, atacant una flota mercant holandesa i enfonsant un dels vaixells enemics, però perdent una de les galeres i 140 homes.
Després de la marxa dels espanyols, la reina va ordenar la construcció de nous murs de defensa que es van construir al llarg de la costa de Cornualla, i la instal·lació de canons als forts construïts als cims dels penya-segats amb vista a l'Atlàntic.
Drake va continuar la guerra a alta mar amb Espanya fins que va morir el 28 de gener de disenteria al seu vaixell. En 1604, el Tractat de Londres va marcar la pau entre Anglaterra i Espanya.